# Мосягин, Сергей Михайлович
Сергей Михайлович Мосягин (29 декабря 1937, с. Белоречье, Рязанская область — 25 ноября 2011, Москва) — советский тренер по футболу. Заслуженный тренер СССР (1977), Заслуженный тренер РСФСР (1979). Младший брат Анатолия Мосягина, игрока в хоккей с мячом.

## Биография
Начал играть в 1952 в Подольске в юношеской команде, выступал на первенстве Московской области. Играл за «Динамо-2» в турнирах КФК. После призыва в армию играл в клубной команде МВО (1956-58), выступал за сборную Таманской дивизии.
Будучи студентом ГЦОЛИФК, играл за СКИФ (Москва) в студенческом чемпионате (1959-62). Дважды приглашался в команды высшей лиги — в 1962 в дубль «Динамо» и в 1963 — «Нефтчи» (Баку). Мосягин в обоих случаях отказал, мотивировав своё решение желанием доучиться и стать тренером. Раскрыться как футболисту ему помешали травмы колен.
В 1963 перешёл на тренерскую работу, в «Знамя труда» (Орехово-3уево). В 1967-70 — старший тренер юношеской сборной РСФСР, отвечал за две команды — «Юность России» и «Школьники России».
В 1971-73 (по июль) — главный тренер «Зенит» (Ижевск), при нём команда претендовала на выход в 1-ю лигу. В 1973 (с августа) — тренер Управления футбола Спорткомитета СССР, в 1974-75 (по август) помогал Валентину Николаеву в молодёжной сборной СССР.
В 1975 (с сентября)-78, 1981-82, 1984-85 — главный тренер юношеской и юниорской сборных СССР.
В 1980 — главный тренер Пахтакора из Ташкента.
Тренер сборной СССР — 1979, 1983, май 1986 - июнь 1990. Тренер сборной и главный тренер олимпийской и юношеской сборных ОАЭ — октябрь 1990 - сентябрь 1992.
Начальник отдела сборных команд России РФС — 1993-? Тренировал детские команды.
Скончался 25 ноября 2011 года. Гражданская панихида состоялась 28 ноября в морге московской клинической больницы № 12. В тот же день Мосягина похоронили на Котляковском кладбище.

## Достижения
Под руководством Мосягина сборная СССР стала победителем первого Чемпионат мира по футболу среди молодежных команд 1977 (присвоено звание «Заслуженного тренера СССР»), юношеского турнира УЕФА 1976, 3-м призёром этого турнира 1977.
При участии Мосягина сборная СССР была 2-м призёром ЧЕ-88.

## Награды и звания
- Заслуженный тренер СССР (1977)
- Заслуженный тренер РСФСР (1979)
- Орден Дружбы (1997)
- Заслуженный работник физической культуры Российской Федерации (16 ноября 1998)[6]